# Евсеев, Андрей Николаевич (инженер)
Андре́й Никола́евич Евсе́ев (род. 23 апреля 1958) — советский и российский инженер, изобретатель, кандидат технических наук, доцент.

## Биография
Родился 23 апреля 1958 года в Туле. После окончания средней школы с отличием окончил Тульский политехнический институт (ныне — ТулГУ), факультет систем автоматического управления. Работал инженером в ТулПИ, командиром студенческого строительного отряда на строительстве БАМа, секретарём комитета комсомола института, секретарём парткома института, избирался делегатом последнего (28-го) съезда КПСС. Окончил аспирантуру в 1988 году.
Работал доцентом кафедры электротехники и электрических машин ТулПИ.

## Творчество
Занимается радиолюбительством с 1967 года. В течение 10 лет руководил радиотехническим кружком. Автор 11 книг по радиоэлектронике и электротехнике, вышедших с 1985 г. по 2016 г. в центральных издательствах СССР и России общим тиражом 600 тыс. экз. Автор более 100 печатных работ (научно-технические статьи и книги), в том числе пяти изобретений и шести патентов на изобретения. Награждён 9-ю медалями ВДНХ.
В 1988 г. защитил диссертацию на соискание ученой степени кандидата технических наук по специальности 05.03.01 ВАК СССР «Процессы механической и физико-химической обработки, станки и инструмент». В 1994 г. присвоено ученое звание доцента по кафедре электротехники и электрических машин Тульского политехнического института.
В настоящее время работает генеральным директором и главным конструктором АО «Тульский завод трансформаторов» — предприятия по производству трансформаторов и дросселей. Область научных интересов в настоящее время — теория расчета, оптимизация и конструирование трансформаторов и дросселей переменного тока. Публикует статьи по данной тематике в специальных периодических изданиях. В апреле 2011 г. из печати вышла книга «Расчет и оптимизация тороидальных трансформаторов». В этой книге изложен принципиально новый подход к расчету тороидальных трансформаторов, основанный на разработанной авторами Евсеевым А. Н. и Котеневым С. В. математической модели трансформатора. В декабре 2016 г. из печати вышло 2-е издание книги «Расчет и оптимизация тороидальных трансформаторов и дросселей» (дополнительный тираж - в 2023 г.).